# قلعه نیهونماتسو
قلعه نیهونماتسو (به ژاپنی: 二本松城, Nihonmatsu-jō)، یک قلعه ژاپنی در شهر نیهون‌ماتسو، فوکوشیما در استان فوکوشیما در ژاپن است.